# Rosemarie Wemheuer
Rosemarie Wemheuer, née le 6 mai 1950 à Francfort-sur-le-Main, est une femme politique allemande.
Membre du Parti social-démocrate d'Allemagne, elle est députée européenne de 1994 à 1999.